# Ciganović
Ciganović je prezime u Hrvatskoj, a i drugim zemljama. 
Ciganovića danas ima najviše u Hrvatskoj, Bosni i Hercegovini i Srbiji. 

## Poznati Ciganovići
- Oliver Ciganović, hrvatski reprezentativac u hokeju na ledu
- Neven Ciganović (1971.), hrvatski modni stilist
- Luka Ciganović (1915.), hrvatski vaterpolist
- Rada Ciganović, hrvatska rukometašica

## Podrijetlo prezimena
Nastalo pretvaranjem imenice Cigan (Rom).
Ciganović - u Lici
Barlete • Gospić • Medak • Srb